# 博川線
博川線（朝鲜语：／ Pakch'ŏn sŏn */?）是朝鮮民主主義人民共和國平安北道博川郡的一條鐵道線路，站點為孟中里站到博川站。

## 路线概况
- 距离：9.3km
- 车站数：2
- 轨距：1435mm
- 电气化区间：直流3kV
- 复线区间：无